# Nisída Kardiótissa
Nisída Kardiótissa är en ö i Grekland.   Den ligger i prefekturen Kykladerna och regionen Sydegeiska öarna, i den sydöstra delen av landet, 190 km sydost om huvudstaden Aten. Arean är 1,7 kvadratkilometer.
Terrängen på Nisída Kardiótissa är lite kuperad. Öns högsta punkt är 125 meter över havet. Den sträcker sig 1,8 kilometer i nord-sydlig riktning, och 2,2 kilometer i öst-västlig riktning.